# Robert van Genechten

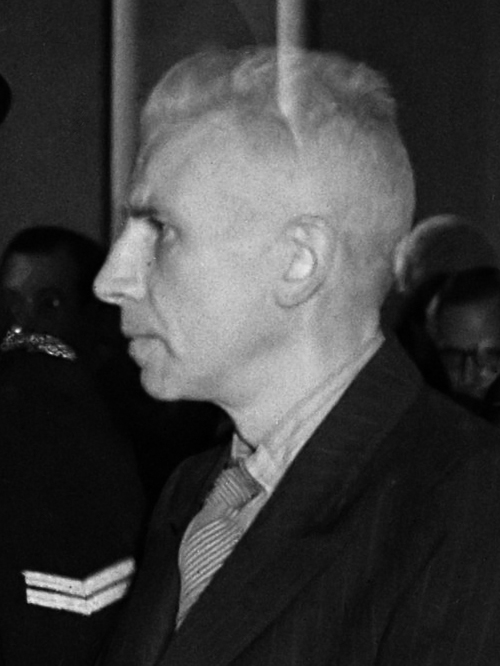
Robert van Genechten voor de rechter (oktober 1945)

Robert van Genechten (Antwerpen, 25 oktober 1895 – Scheveningen, 13 december 1945) was een Vlaams-Nederlands jurist, econoom, auteur en bestuurder. Zowel in de Eerste als in de Tweede Wereldoorlog collaboreerde hij met de Duitse bezetters van respectievelijk België en Nederland. "Hij heeft twee vaderlanden verraden".

## Van Vlaanderen naar Nederland
Van Genechten werd in 1895 geboren in Vlaanderen. Hij was de zoon van Maria Rosalia Mariën en Fredericus Lambertus Hubertus Van Genechten, onderwijzer te Antwerpen. Hij voltooide zijn gymnasiumopleiding in 1914, toen de Eerste Wereldoorlog uitbrak. Hij studeerde een jaar rechten in Utrecht. Van 1916 tot 1918 vervolgde hij die studie aan de Vlaamsche Hoogeschool in Gent. Die instelling was door de Duitse bezetter in het leven geroepen en zeer omstreden. Hij verbond zich met het 'activistische' deel van de Vlaamse Beweging, dat ijverde voor samenwerking met de Duitsers. Hij werd redacteur van het studententijdschrift Aula. In 1918 behaalde hij zijn kandidaatsexamen in de Wijsbegeerte en de Letteren. Vanwege zijn collaboratie met de Duitsers moest hij onmiddellijk na de oorlog zijn land ontvluchten. Hij week uit naar Nederland. In 1920 werd hij door het Hof van assisen te Antwerpen bij verstek veroordeeld tot "8 jaar opsluiting en 20 jaar berooving zijner burgerrechten".
Op 23 oktober 1922 trouwde Robert van Genechten in Amersfoort met Popkje Hiemstra. Uit dit huwelijk werden twee zoons geboren.
Aan de Rijksuniversiteit Utrecht rondde Van Genechten zijn doctoraalstudie Nederlands recht af. In 1924 behaalde hij cum laude de meesterstitel. Hij vestigde zich in 1925 in Utrecht als advocaat en associeerde zich met mr. A.J. van Vessem. Hij bleef actief betrokken bij de Vlaamse Beweging, want in hetzelfde jaar publiceerde hij Wat willen de Vlamingen?. Ook later zou hij nog verschillende keren over Vlaamse kwesties schrijven: in 1926 verscheen van zijn hand De slechte oneindigheid van het Vlaamsche belgicisme en in 1928: Vlaanderens economische ontwikkeling na den oorlog.
Van Genechten ging zich echter steeds intensiever met andere zaken bezighouden. Zo vroegen economische vraagstukken zijn aandacht. Dat resulteerde in een proefschrift met een economisch onderwerp, De ontwikkeling der waardeleer sinds 1870, waarop hij in 1927, alweer cum laude, promoveerde bij professor C. A. Verrijn Stuart.
Bij wet van 14 juni 1930 werd Van Genechten genaturaliseerd tot Nederlander.

## Universitair docent economie
In 1928 was hij aangesteld als privaatdocent in het algemene deel van de theoretische staathuishoudkunde (de oude naam voor '(algemene) economie') aan de Rijksuniversiteit Utrecht. Zijn aandacht richtte zich enige tijd op de 'Wet van de toe- en afnemende meeropbrengsten', waaraan hij op 15 oktober 1928 zijn openbare les wijdde. Hij schreef hierover in 1932 Verminderende meeropbrengsten. In het tijdschrift De Economist verschenen van zijn hand over het onderwerp verschillende artikelen. Jan Tinbergen schreef in 1933 in De Economist een recensie van Verminderende meeropbrengsten.
"Zijn kwaliteiten als wetenschapsman vonden veel waardering en ook wel erkenning, ofschoon een hoogleraarschap in Utrecht hem ontging." Hij kreeg in 1938 wel een aanbod om hoogleraar te worden in Lausanne, maar dat weigerde hij, omdat hij inmiddels met hart en ziel de NSB was toegedaan. Van juli 1941 tot mei 1943 was hij wel bijzonder hoogleraar volkshuishoudkunde aan de Rijksuniversiteit Leiden, vanwege de Stichting tot Bevordering van de Studie van het Nationaal-Socialisme en daarna ook enige tijd gewoon hoogleraar in het strafrecht en de strafvordering aan diezelfde universiteit.

## "Volkse" gedachte en aansluiting bij de NSB
In 1934 sloot Van Genechten zich aan bij de NSB, de Nationaal-Socialistische Beweging. Zijn compagnon Van Vessem was daar al vanaf de oprichting in 1931/32 intensief bij betrokken. Van Genechten kreeg de leiding van het politieke vormingswerk in de NSB. In januari 1936 werd hij lid van de redactie van het theoretisch orgaan van de NSB, Nieuw Nederland: maandblad voor economie, staatkunde en cultuur. Vanaf januari 1938 was hij de enige redacteur. Dat is hij gebleven tot het moment dat het blad niet meer verscheen, in september 1944.
Hij heeft in het blad veel geschreven over economische, historische, algemeen-culturele en algemeen-politieke onderwerpen.
Steeds duidelijker nam Van Genechten stelling tegen het humanisme, dat volgens hem "den mens maakt tot middelpunt van het heelal". Daartegenover stelde hij: niet de mens, maar het volk staat in het centrum, is het belangrijkste in de samenleving.
Dat Van Genechten ook uitdrukkelijk racistische opvattingen koesterde bleek onder andere uit zijn 'eigentijdse' bewerking van Reintje de Vos in Nieuw Nederland in 1937.
Zijn aandacht voor de Vlaamse kwestie verminderde geleidelijk. Maar in 1938 schreef hij voor de NSB nog wel de brochure Dietsche verbondenheid.

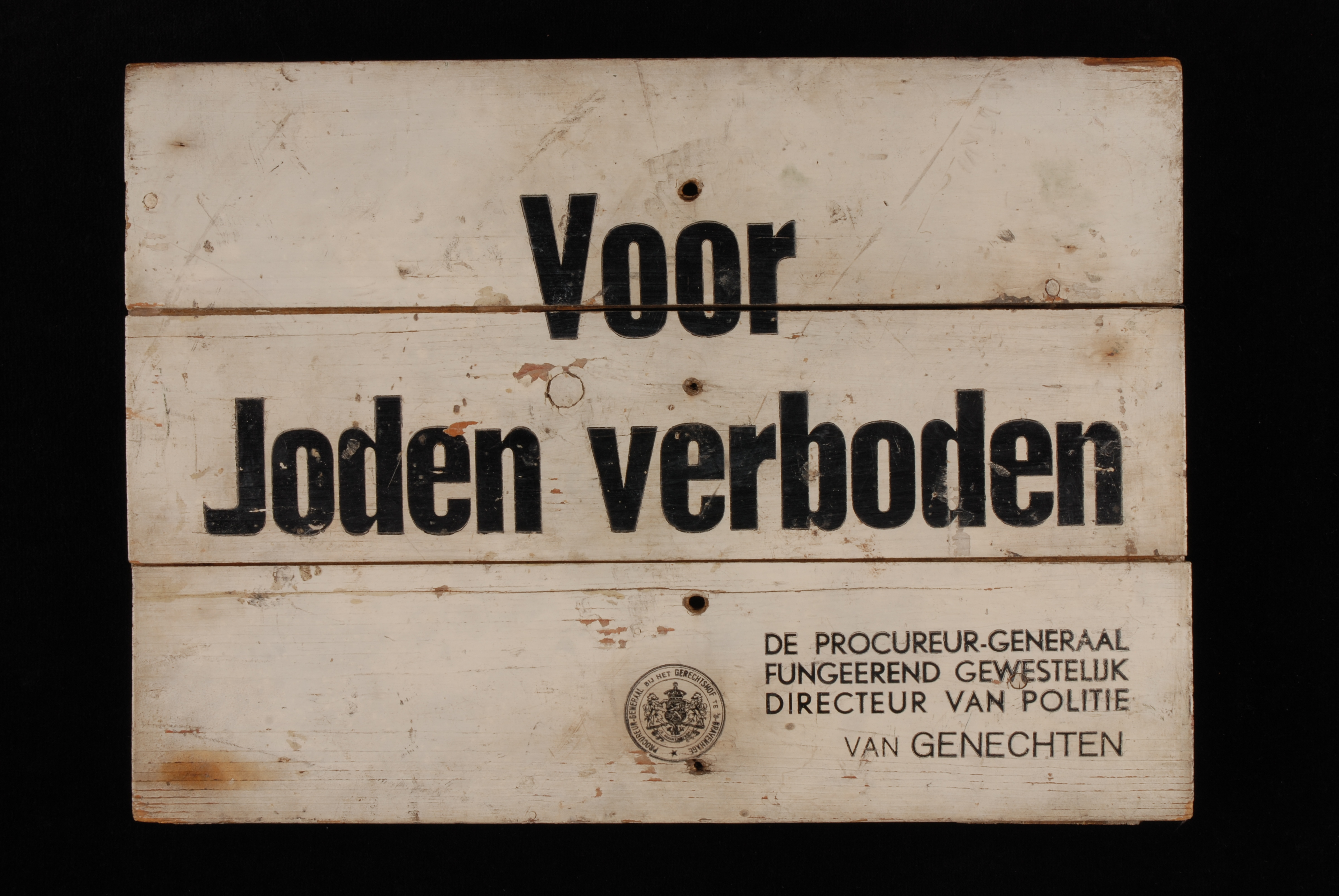
Voor Joden verboden - De procureur-generaal fungeerend gewestelijk directeur van politie Van Genechten

## Rol tijdens de Tweede Wereldoorlog
In het najaar van 1940 werd Van Genechten benoemd tot procureur-generaal als opvolger van Antoni Brants bij het gerechtshof te 's-Gravenhage. Hij stelde zich in de openbaarheid bepaald niet terughoudend op. Lou de Jong voert als meest sprekende getuigenis hiervan aan het optreden van Van Genechten op woensdag 11 sept. 1940, bij de begrafenis van WA-man Peter Ton, die door een kogel gedood werd tijdens een opstootje in Den Haag. Namens Mussert werd op de begrafenis het woord gevoerd door Van Genechten, "één der meest vooraanstaande NSB'ers, (...) hoofd van de afdeling vorming van het hoofdkwartier en pas benoemd tot procureur-generaal in Den Haag". Hij roept woordelijk uit: "Wij zullen de macht overnemen."
Zijn houding riep scherpe reacties op. Zo kreeg hij bijvoorbeeld twee maanden na zijn benoeming te horen dat zijn lijk, "wanneer de tijd eenmaal daar is … niet de trappen af maar door het raam naar buiten zal worden gesmeten". Als in november prof. mr. R.P. Cleveringa, decaan van de juridische faculteit van de Rijksuniversiteit Leiden, in het openbaar een vurig pleidooi houdt tegen de ontheffing van prof. mr. E.M. Meijers uit zijn hoogleraarsfunctie, bemoeit Van Genechten zich intensief met zijn arrestatie en verhoor.
Vanaf juli 1941 was Van Genechten bijzonder hoogleraar in de economie ('volkshuishoudkunde') vanwege de Stichting tot Bevordering van de Studie van het Nationaal-Socialisme aan de Rijksuniversiteit Leiden. Dat hield niet veel in, omdat de universiteit eigenlijk niet meer functioneerde.
Van Genechten was binnen de NSB "een van de meest opgewonden doordravers". Vermoedelijk was hij de belangrijkste persoon die pleitte voor de invoering van de 'vrederechtspraak' en de instelling van het 'vredegerechtshof'. "Hij richtte zich met de 'vrederechtspraak' met name op landgenoten die zich in de meidagen zouden hebben misdragen tegen partijgenoten. Daarnaast vervolgde hij mensen die zich openlijk uitspraken tegen het nationaalsocialisme." In het 'Verordeningenblad' van 16 augustus 1941 wordt gemeld dat bij de gerechtshoven in Amsterdam, Den Haag, Arnhem, Den Bosch en Leeuwarden vrederechters zullen worden benoemd, die de bevoegdheid kregen misdrijven en overtredingen "welke de politieke vrede binnen de volksgemeenschap in gevaar brengen" aan te pakken. Hoger beroep was mogelijk bij een bijzondere kamer van het Haagse gerechtshof, het vredegerechtshof, waar Van Genechten zelf procureur-generaal was. Dit vredegerechtshof deed in laatste instantie uitspraak, dat wil zeggen dat beroep bij de Hoge Raad niet was toegestaan. Bovendien kon dit hof zaken die eerder voor de rechter waren geweest en waar in de ogen van NSB'ers te lage straffen waren uitgesproken, opnieuw berechten. Het is geen wonder dat de instelling van dit vredegerechtshof binnen de rechterlijke macht grote deining veroorzaakte. Door het Vredegerechtshof werd feitelijk de Nederlandse rechterlijke macht buiten spel gezet.
Hoewel hij een overtuigd en ijverig nationaalsocialist was, raakte Van Genechten over verschillende kwesties in conflict met de bezetters. Hij verzette zich onder andere tegen het Duitse optreden tegen studenten, tegen het werven van vrijwilligers voor de Waffen-SS, tegen het doden van gijzelaars voor aanslagen op NSB'ers en tegen het afleggen van de eed op Hitler door de Nederlandsche SS. Volgens de Jonge leidde deze kritische houding ertoe dat hij op 1 februari 1943 ontheven werd uit zijn functie van procureur-generaal. In plaats daarvan werd hij benoemd tot commissaris van de provincie Zuid-Holland. Hij kreeg vervolgens van alle 'bestuursraden' (gedeputeerden) te horen dat ze niet bereid waren met hem samen te werken en hij kwam nadien niet meer opdagen. Korte tijd na dit fiasco had hij volgens Lou de Jong getracht zelfmoord te plegen. Na deze mislukte zelfmoordpoging in begin mei 1943 werd Van Genechten door Mussert uit zijn NSB-functies ontheven. "Zijn politieke rol was nu nagenoeg uitgespeeld, al bleef hij nog artikelen publiceren in Nieuw Nederland en andere NSB-organen." Van Genechten werd verpleegd in de psychiatrische kliniek van de Universiteit Utrecht en in augustus 1943 door Seyss-Inquart benoemd tot gewoon hoogleraar in het strafrecht en de strafvordering aan de Leidse universiteit. Aangezien de Leidse universiteit gesloten was, betekende deze benoeming in feite dat Van Genechten buiten spel gezet werd.
Na de bevrijding werd Van Genechten in zijn woning te Voorburg gearresteerd. Hij werd gevangengezet in het 'Oranjehotel', een complex van cellenbarakken op het terrein van de Scheveningse strafgevangenis.

## Een antisemitische Reinaert
In 1937 publiceerde Van Genechten in Nieuw Nederland zijn versie van het klassieke verhaal Van den vos Reynaerde (p. 336-347). Raszuiverheid, antisemitisme en het belang van een sterke Führer als voortrekker van een natuurlijke orde vormen in dit werkstuk de hoofdthema's. De zondebok in het verhaal is Jodocus, een overduidelijke verwijzing naar "de jood, de sjacheraar, woekeraar, vuige en gewetenloze ondermijner van de waarden".
In 1941 verscheen de tekst onder de titel Van den vos Reynaerde, ruwaard Boudewijn en Jodocus in boekvorm bij de nationaalsocialistische uitgeverij 'De Amsterdamsche Keurkamer'. Het boek bevatte illustraties van Maarten Meuldijk.
Van Genechtens versie van Reinaert de Vos werd ook verfilmd. Daarbij was Egbert van Putten betrokken, die van de Duitsers de opdracht had gekregen in Nederland een bedrijf voor teken- en cultuurfilms op te richten. Oorspronkelijk was het plan een tekenfilm van 10 minuten te maken, maar het uiteindelijke resultaat was tweemaal zo lang. De film was waarschijnlijk in 1943 zo goed als af; alle betrokkenen (incl. Van Genechten) waren vol lof. Maar toch verdween plotseling elk spoor van het filmpje. Een reden daarvoor is niet bekend. Rond 1990 werd tijdens een inventarisatie van de archieven van het Nederlands Filmmuseum een fragment teruggevonden. Deze ontdekking werd wereldkundig gemaakt door Gerard Groeneveld en Egbert Barten in De Volkskrant van 25 mei 1991.
Vlaanderen vormt het decor van deze antisemitische versie van het Reynaert-verhaal. Koning Nobel is dood en zijn vadsige zoon Lionel is onbekwaam. Zo komt Boudewijn de ezel op de troon. Op zekere dag verschijnt een vreemdsoortig dier uit het oosten ten tonele. De neushoorn Jodocus beklaagt zich tegen ieder die het horen wil over het feit dat hij overal persona non grata is. Hij krijgt een stukje grond waarop hij zijn zeldzame distels kan kweken en begint al snel invloed uit te oefenen op de ezel en op anderen. Overal ontstaat tweespalt, "alle gevestigde begrippen krijgen nieuwe inhouden onder het mom van vrijheid, gelijkheid en broederlijkheid. De dieren beginnen zich onbeschaamd te vermengen. Die bastaards blijken ruggegraatloze wezens te zijn zonder maatstaven." Reynaert is gevlucht naar de Achterhoek. Daar leven de dieren nog volgens hun natuur. Hij voedt de ontevredenheid en bedenkt een list om Jodocus in de val te laten lopen. Er volgt een bloedig slot. Van Genechtens bewerking van Reynaert confronteert de lezer "ondubbelzinnig met een antisemitisch verhaal. Jodocus is een jodenbeest dat de goede orde ondergraaft en de schuld is van alles wat verkeerd gaat in de wereld." Reynaert is in dit verhaal de profeet van de nieuwe orde, die de wereld moet redden.
In 1997 dook een uitgave van het boekje op met een afwijkende omslag en titelpagina, waarin de naam van Van Genechten geheel was verdwenen: Reintje de Vos door Meulendijk, uitgegeven door de Uitgeversfirma Gent. De naam Meulendijk is een duidelijke verwijzing naar de tekenaar van het boek uit 1941. Een Uitgeversfirma Gent heeft nooit bestaan. Wanneer deze boekjes, waarschijnlijk restanten van een eerdere druk met een nieuwe omslag, in omloop zijn gebracht en door wie, is niet bekend.

## Proces en veroordeling
Het proces dat vrij snel na de oorlog door het Bijzonder Gerechtshof te 's-Gravenhage tegen Van Genechten werd gevoerd behoorde tot de "eerste drie grote politieke processen in Nederland gevoerd"; de beide andere waren die tegen Blokzijl en Mussert. Mr. J. Zaaijer fungeerde als procureur-fiscaal en mr. G. Scholten was voorzitter.  Het hof streefde naar een sobere en snelle procesgang. Het proces vond plaats op 3 oktober 1945.
Van Genechten werd beschuldigd van "hulpverlening aan den vijand (…), behalve door propaganda ook gepleegd door daden van corruptie in zijn functie van procureur-generaal: daden van partijdigheid ten voordele van den vijand". De tenlastelegging luidde: "dat hij tussen Mei 1940 en October 1943 in Nederland, opzettelijk, terwijl Nederland in oorlog was met Duitsland en leiding en geestelijke ontwikkeling van het Nederlandse volk in nationaalsocialistische en jegens Duitsland vriendschappelijke zin door de vijandelijke bezettende macht werd gewenst en voor Duitsland nuttig was, en terwijl hij een vooraanstaande positie innam als vervullende de functie van procureur-generaal bij het gerechtshof te 's-Gravenhage (later tevens bij het zogenaamde Vredesgerechtshof), tevens fungerend directeur van politie, als leider van het opvoedersgilde en vormingsleider der Nationaal-Socialistische Beweging, en later als commissaris van de provincie Zuid-Holland, door zijn werkzaamheid in het algemeen zodanige leiding heeft gegeven en zodanig geestelijke ontwikkeling actief heeft bevorderd, als bijvoorbeeld tot uiting komt in:
1. . het opzettelijk in de uitoefening van de functies van procureur-generaal en directeur van politie als voormeld, of met gebruikmaking van macht, gelegenheid of middel hem door de bekleding dier functies geschonken, op kennelijk partijdige wijze, in nationaalsocialistische zin, ingaan op bij hem, van nationaalsocialistische zijde, ingebrachte klachten, instellen of doen instellen van onderzoeken, en geven van opdrachten aan onder hem staande ambtenaren;
2. . het opzettelijk op kennelijk partijdige wijze, in een geest tegengesteld aan die van het tegen Duitsland oorlogvoerende Nederland, optreden als procureur-generaal bij de behandeling door het Vredesgerechtshof van de strafzaak tegen Bom en Kruithof in verband met de dood van luitenant-kolonel Mussert;
3. . het opzettelijk in het openbaar (per radio) houden van enige anti-semietische redevoeringen, omstreeks December 1941;
4. . het opzettelijk houden hetzij in het openbaar, hetzij in min of meer besloten kring, van een aantal redevoeringen, geven van persinterviews, die in couranten in Nederland in het openbaar werden verspreid, en het publiceren van artikelen in couranten welke in Nederland in het openbaar werden verspreid, waarin nationaal-socialistische en jegens Duitsland vriendschappelijke denkbeelden werden tot uiting gebracht."[27]

Tot zijn verdediging probeerde Van Genechten aan te voeren dat hij een nationaalsocialisme voorstond "dat het volk op den voorgrond stelde", en niet "een nationaal-socialisme dat het ras op den voorgrond stelde". Het tweede werd "alleen door Duitschland (…) beoogd, terwijl het eerste door mij werd verdedigd."
Mr. Zaaijer, de procureur-fiscaal, kwalificeerde zijn tegenstander als een man van groot formaat: een knap econoom en socioloog. Een man van groot formaat.... juist daarom zo gevaarlijk. "Een man die over lijken gaat, als hij dat ter bereiking van zijn doel nodig acht". De procureur-fiscaal legde vooral de nadruk op "wat Van Genechten in die eerste periode van de vijandelijke bezetting ons volk heeft aangedaan, waarvoor wij nu, vier jaren later, hem eindelijk de rekening kunnen aanbieden." Hij eiste de doodstraf.
De raadsman van Van Genechten, mr. J.P.A. van den Oever, sprak ter zitting zijn verwondering uit over het feit dat er geen gerechtelijk vooronderzoek heeft plaatsgevonden. Daarnaast verbaasde hij zich over bepaalde procedurele kanten van het proces. Inhoudelijk had de raadsman grote moeite met het feit dat z.i. de dagvaarding geen duidelijke opgave bevatte van de strafbare feiten die Van Genechten heeft gepleegd. Wat in de dagvaarding werd vermeld waren volgens hem "louter qualificaties" en "vage insinuaties". Elk van de 'voorbeelden' werd door hem ontrafeld. Ten slotte meende de advocaat van Van Genechten te mogen stellen dat er in de tijd na de capitulatie, toen Nederland bezet werd door de Duitsers, geen daadwerkelijke oorlogvoering in Nederland plaats had, en dat Nederland toen dus niet met Duitsland in oorlog was.
Veertien dagen na de zitting, op 17 oktober 1945, werd Van Genechten ter dood veroordeeld.
Belinfante is overigens van mening dat de straf die Van Genechten uiteindelijk kreeg opgelegd, in verhouding tot enkele andere zaken, zoals die tegen dr. J.H. Carp (president van het Vredesgerechtshof) en C. van Geelkerken (plaatsvervangend leider van de NSB), aan de zware kant was.

## Schuldbekentenis en zelfmoord
Terwijl het beroep in cassatie nog liep, pleegde Van Genechten op 13 december in zijn cel in de strafgevangenis van Scheveningen zelfmoord door ophanging. Zijn zaak zou op 24 december voor de bijzondere raad van cassatie in Den Haag hebben gediend. Hij schreef een brief aan de griffier van het Bijzonder Gerechtshof, waarin hij stelde "in de eenzaamheid der cel" de gebeurtenissen der laatste jaren te hebben overwogen, waarbij hij zich hoe langer hoe meer bewust is geworden van zijn schuld. "Het is alsof ik uit een droom ontwaakt ben. (…) De vergissingen, die wij begaan hebben, zijn (…) te fundamenteel om door een beroep op goede trouw gedekt te worden." Hij realiseerde zich naar zijn zeggen dat hij het Nederlandse volk ten diepste gegriefd had. Hij stelde dat hij zich bij de uitspraak van het Bijzonder Gerechtshof neerlegde en trok zijn beroep in cassatie in. Om te voorkomen dat er ambtshalve een gratieverzoek zou worden ingediend, zou hij hebben besloten "zelf het vonnis van het Bijzonder Gerechtshof te executeeren."
Van Genechten werd begraven in een massagraf op de Algemene Begraafplaats van Den Haag, waar later ook Mussert werd begraven. Op 17 november 1958 kreeg de familie van Van Genechten toestemming om zijn stoffelijke resten te herbegraven. Op 3 december dat jaar vond deze herbegrafenis plaats op de begraafplaats Soestbergen te Utrecht in het graf waar zijn zoon Frits al eerder was begraven.

## Ongelukkig einde van een der zoons
Een van de twee zoons van Robert van Genechten was Frits van Genechten, geboren in 1924. Hij studeerde rechten en was vanaf 1942 lid van de NSB en actief in de Nationale Jeugdstorm. In 1944 werd hij bij een razzia opgepakt en kwam via Kampen uiteindelijk in Arnhem terecht, waar hij met andere NSB'ers verdedigingswerken moest opbouwen en puin ruimen. Begin maart 1945 kreeg hij een ongeluk en werd met een hersenschudding opgenomen in een ziekenhuis in Ede. Na de bevrijding werd hij aangehouden en geïnterneerd. In 1946 werd hij buiten vervolging gesteld na de zelfmoord van zijn vader. Zijn invrijheidstelling was onder de voorwaarde dat hij onder toezicht werd gesteld van de Stichting Toezicht Politieke Delinquenten. De directeur van de stichting, oud-verzetsman Jaap le Poole, nam Frits zelf in huis.
Op een stormachtige dag in oktober 1949 liep Frits van Genechten door de Nassaulaan in Den Haag langs het gebouw waar het directoraat-generaal van het Bijzonder Gerechtshof was gevestigd. "Vanmiddag raakte door de storm een sierijzer van 5 kg van de gevel van het pand Nassaulaan 23 los. Het viel op het hoofd van een 24 à 25-jarige voorbijganger, die bewusteloos neerstortte." [Nieuwe Courant (Het Vaderland)] 's Nachts overleed Frits van Genechten aan zijn verwondingen. Vijf dagen later, op 31 oktober, werd hij begraven op Soestbergen.